# Alkan

Den allmänna strukturformeln för n-alkaner.

En alkan är ett mättat kolväte, det vill säga ett kolväte utan dubbelbindningar eller trippelbindningar mellan kolatomerna, vilka är placerade i en rak eller förgrenad kedja av enkelbindningar kol-kol.
Den generella summaformeln är CnH2n+2. Den minsta alkanen med n=1 är metan (CH4) och alkanen med exempelvis n=8 heter oktan, C8H18.
Alkanerna är relativt reaktionsobenägna - utom vid oxidation. Mildare oxidation med syrehaltiga ämnen ger upphov till alkoholer, ketoner, aldehyder eller karboxylsyror, fullständigare oxidation (förbränning) ger koldioxid och vatten samt (beroende på förbränningsgrad) varierande mängder av kolmonoxid. Ibland används ordet ”paraffin” i bred bemärkelse som samlingsbegrepp för alla alkaner (från latinets ”parum affinis”, ung. ”föga reaktiv”). Alkaner är opolära.
Alkaner utgör huvudbeståndsdelarna i bensin, dieselolja och jetbränsle/flygfotogen.

## n-alkaner
Den enklaste alkanen är metan. De tolv första n-alkaner ges i följande tabell. De utgör den homologa alkanserien.
| C  | Namn      | Summaformel | Molmassa        | Smältpunkt           | Kokpunkt             | Densitet                             | Stavmodell             |
| -- | --------- | ----------- | --------------- | -------------------- | -------------------- | ------------------------------------ | ---------------------- |
| 1  | Metan     | CH4         | 16,04 g × mol−1 | 90,65 K (−182,50 °C) | 111,4 K (−161,75 °C) | 0,72 kg/m3 (gasform, 0 °C, 1013 hPa) | Stavmodell för metan   |
| 2  | Etan      | C2H6        | 30,07 g × mol−1 | 90 K (−183 °C)       | 185 K (−88 °C)       | 1,36 kg/m3 (gasform, 0 °C, 1013 hPa) | Stavmodell för etan    |
| 3  | Propan    | C3H8        | 44,10 g × mol−1 | 85 K (−188 °C)       | 231 K (−42 °C)       | 2,01 kg/m3 (gasform, 0 °C, 1013 hPa) | Stavmodell för propan  |
| 4  | n-butan   | C4H10       | 58,12 g × mol−1 | 135 K (−138 °C)      | 272,5 K (−0,65 °C)   | 2,71 kg/m3 (gasform, 0 °C, 1013 hPa) | Stavmodell för butan   |
| 5  | n-pentan  | C5H12       | 72,15 g × mol−1 | 144 K (−129 °C)      | 309 K (36 °C)        | 0,626 g/cm3                          | Stavmodell för pentan  |
| 6  | n-hexan   | C6H14       | 86,18 g × mol−1 | 178 K (−95 °C)       | 342 K (69 °C)        | 0,659 g/cm3                          | Stavmodell för hexan   |
| 7  | n-heptan  | C7H16       | 100,2 g × mol−1 | 182 K (−91 °C)       | 371 K (98 °C)        | 0,684 g/cm3                          | Stavmodell för heptan  |
| 8  | n-oktan   | C8H18       | 114,2 g × mol−1 | 216 K (−57 °C)       | 399 K (126 °C)       | 0,703 g/cm3                          | Stavmodell för oktan   |
| 9  | n-nonan   | C9H20       | 128,3 g × mol−1 | 222 K (−51 °C)       | 424 K (151 °C)       | 0,718 g/cm3                          | Stavmodell för nonan   |
| 10 | n-dekan   | C10H22      | 142,3 g × mol−1 | 243 K (−30 °C)       | 447 K (174 °C)       | 0,73 g/cm3                           | Stavmodell för dekan   |
| 11 | n-undekan | C11H24      | 156,3 g × mol−1 | 248 K (−25 °C)       | 469 K (196 °C)       | 0,74 g/cm3                           | Stavmodell för undekan |
| 12 | n-dodekan | C12H26      | 170,3 g × mol−1 | 263 K (−10 °C)       | 489 K (216 °C)       | 0,75 g/cm3                           | Stavmodell för dodekan |

## Nomenklatur
För kedjor längre än fyra kolatomer, utgår IUPAC-nomenklatur för alkaner från det grekiska räkneordet för alkanens längsta kolkedja, följt av suffixet -an. Exempel: heptadekan C17H36, oktadekan C18H38, nonadekan C19H40, eikosan C20H42.